# Ngân hàng Trung ương Myanmar
Ngân hàng Trung ương Myanmar (tiếng Myanmar: မ္ရန္‌မာနုိင္‌ငံတော္‌ဗဟုိဘဏ္ mran ma nuing ngam taw ba hui bhan; /mjəmà nàinŋàndɔ̀ bəhòʊbàn/; viết tắt CBM) là ngân hàng trung ương của Myanmar (trước đây là Miến Điện). Ngân hàng này đã được thành lập theo Luật Ngân hàng Trung ương của Myanmar năm 1990. Ngân hàng có trụ sở tại Yankin Township, Yangon, Yangon Division và được lãnh đạo bởi một Hội đồng quản trị do Kyaw Kyaw Maung đứng đầu. Ngân hàng Trung ương Myanmar nằm dưới sự điều hành của Bộ Ngân khố và Tài chính, là một bộ thuộc chính phủ do Thiếu tướng Hla Tun làm bộ trưởng.
Đến năm 2005, ngân hàng này có các thành viên sau:
- Thống đốc
  - Kyaw Kyaw Maung
- Phó thống đốc
  - Than Nyein
- Giám đốc
  - Ohmar Sein
  - Maung Maung
  - Nay Aye
  - Hla Myint
- Các phó giám đốc
  - Myint Myint Tin
  - Khin Saw Oo
  - Naw Eh Hpaw
  - Kyaw Win Tin
  - Thein Zaw
  - Yin Yin Mya
- Các trợ lý giám đốc (phó giám đốc)
  - Hla Nyunt
  - Maung Maung Than
  - Aung Kyaw Htoo
  - Myint Myint Than
  - Kyu Kyu Thein
  - Than Than Swe
  - Khin Cho Cho
  - Thida Myo Aung
  - May Malar Maung Gyi
  - Aung Kyaw Than